# Stenolis circumscripta
Stenolis circumscripta là một loài bọ cánh cứng trong họ Cerambycidae.